# 2011 UW412
2011 UW412, também escrito como 2011 UW412, é um corpo menor que está localizado no disco disperso, uma região do Sistema Solar. Ele possui uma magnitude absoluta de 9,0 e tem um diâmetro estimado com cerca de 70 km.

## Descoberta
2011 UW412 foi descoberto no dia 26 de maio de 2011.

## Órbita
A órbita de 2011 UW412 tem uma excentricidade de 0,519 e possui um semieixo maior de 77,875 UA. O seu periélio leva o mesmo a uma distância de 37,422 UA em relação ao Sol e seu afélio a 118 UA.